# Ёлки-Тундры
Ёлки-Тундры — низкогорный массив на территории Кандалакшского района Мурманской области.
Массив Ёлки-Тундры расположен в юго-западной части Кольского полуострова, в 15 километрах к северо-востоку от побережья Кандалакшской губы, в 7 километрах к северо-западу от Колвицкого озера, между озёрами Малое Глубокое и Большое Глубокое на востоке и рекой Лувеньга на западе.
Имеет около 10 километров в длину и до 5 километров в ширину. Высшая точка Ёлки-Тундр — гора Баранья Иолга высотой 785,0 метров. Другими крупными горами являются ряд неподписанных на картах возвышенностей — 718,0 м, 707,2 м и 523,9 м, а также гора Белая (670,4 м).
Со склонов горного массива во всех направлениях стекает большое количество рек и ручьёв, среди которых — Лувеньга, притоки рек Тикши и Белой. У подножья Ёлки-Тундр лежит ряд озёр, крупнейшие из которых — Малое Глубокое, Большое Глубокое, Белое, Малое Белое, Тёмные озёра. Склоны гор покрыты лесотундровой растительностью — елово-берёзовым и сосново-берёзовым лесами. Высота деревьев достигает 16-18 метров.
Населённых пунктов вблизи Ёлки-Тундр нет, ближайшие поселения — город Кандалакша (в 25 километрах к западу) и село Колвица (в 8 километрах к юго-западу). В километре к северу от массива пролегает автомобильная дорога на Кандалакшу.